# Turbo Drop

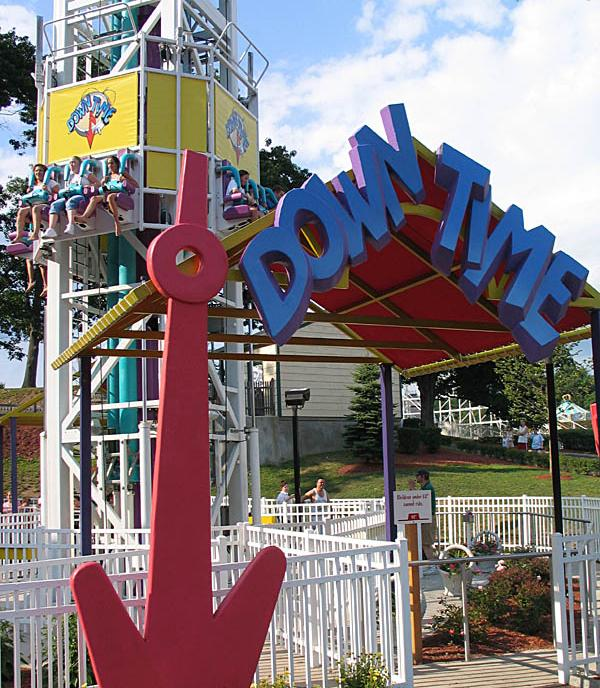
Down Time, a Turbo Drop operating at Lake Compounce.

Une Turbo Drop est un type d'attractions basées sur une tour de chute et construites par S&S Worldwide, assez proche du Space Shot, aussi développé par la société.

## Concept et opération
L'attraction est constituée d'une tour de chute avec une nacelle lentement élevée au sommet de la tour par un moteur à air comprimé. La nacelle entoure le mât de la tour et possède sur chaque face 2, 4 ou 6 sièges selon les versions. Le mât présente trois ou quatre faces. La vitesse d’ascension est d'environ 20 km/h. Au sommet et après plusieurs secondes à l'arrêt, la nacelle est lâchée rapidement jusqu'en bas et grâce à l'air comprimé, la nacelle remonte jusqu'à mi-course avant de redescendre.

## Variantes
Le Combo Ride de S&S Worldwide combine les caractéristiques du Turbo Drop et du Space Shot.

## Attractions de ce type
- Discovery à Mirabilandia en Italie
- Down Time à Lake Compounce, près de Bristol aux États-Unis
- Höjdskräcken à Liseberg en Suède
- King Tower à Fabrikus World en France